# Gisele Shaw
 (juin 2025).
Si vous disposez d'ouvrages ou d'articles de référence ou si vous connaissez des sites web de qualité traitant du thème abordé ici, merci de compléter l'article en donnant les références utiles à sa vérifiabilité et en les liant à la section « Notes et références ».
En pratique : Quelles sources sont attendues ? Comment ajouter mes sources ?
Pour les articles homonymes, voir Shaw.
Gisele Mayordo, née le 30 octobre 1989, connue sous le nom de ring Gisele Shaw, est une catcheuse philipino-canadienne. Elle est connue pour ses apparitions en Angleterre pour plusieurs promotions de catch, dont Progress Wrestling et Revolution Pro Wrestling, et a gagné leurs championnats féminins respectifs. Elle a aussi catché dans des promotions nord-américaines, comme Maple Leaf Pro Wrestling (MLP), Total Nonstop Action Wrestling (TNA), et Women of Wrestling (WOW).

## Jeunesse
Gisele Mayordo grandit aux Phillipines avant d'aller au Canada à Yellowknife,. C'est durant son enfance qu'elle se passionne pour le catch en regardant les émissions de la World Wrestling Federation avec sa grand-mère. Elle y découvre le catch féminin notamment Trish Stratus, Chyna et Lita. Au lycée, elle fait de la lutte avant d'abandonner au bout de trois mois.
Après avoir fini ses études, elle travaille comme hôtesse de l'air,.

## Carrière au catch

### Débuts
Alors qu'elle est encore hôtesse de l'air, Mayardo rencontre un promoteur de catch au cours d'un vol. Ils discutent et elle apprend qu'il existe des écoles de catch notamment celle de Lance Storm. Elle le contacte et s'entraîne auprès de lui avec d'autres apprentis catcheurs.
Mayordo fait ses débuts dans le catch en janvier 2015, sous le nom de Gisele Shaw. Elle catche beaucoup au Canada dans des promotions comme High Impact Wrestling, Border City Wrestling, NWA All-Star Wrestling, Prairie Wrestling Alliance, et d'autres. Elle remporte son premier titre à la Pro Wrestling Eclipse, le 20 février 2018, où elle gagne le PWE Flame Championship à l'évènement PWE February Frenzy en battant Stacy Thibault. Elle perd le titre neuf mois plus tard à PWE November Bash dans un match à trois contre Beautiful Beaa et Jewells Malone. Elle remporte ensuite son deuxième titre dans la promotion Crossfire Wrestling, où elle remporte le CW Women's Championship dans un match à trois contre Beautiful Beaa et Jody Threat.

### Revolution Pro Wrestling (2019–2021)
Le 9 juin 2019, Shaw fait ses débuts à la Revolution Pro Wrestling pendant l'évènement RevPro Live in Southampton 8, en battant Zoe Lucas. Après une défaite contre Seleziya Sparx, Shaw gagne six matchs de suite entre octobre et décembre, en battant successivement des noms importants comme Mercedes Martinez, Dani Luna, Tessa Blanchard, Bobbi Tyler, Shanna, et enfin Zan Phoenix. Cette série de victoires lui offre l'opportunité de faire face à la Undisputed British Women's Champion, Zoe Lucas, à RevPro New Year's Revolution mais Shaw perd. Shaw a une autre occasion de défier la championne après avoir remporté un match à quatre pour devenir la challenger au titre, le 10 janvier 2020, contre Debbie Keitel, Shanna, et Kasey Owens. Shaw bat Zoe Lucas le 14 février 2020 à High Stakes et devient British Women's Champion pour la première fois. Durant son règne, qui dure 359 jours, Shaw défend son titre face à des catcheuses comme Bobbi Tyler, Bea Priestley, Aleah James, Little Miss Roxxy, et Jamie Hayter. Hayter met un terme au règne de presque un an de Shaw en la battant le 7 février 2021.
Malgré cette défaite, après que Hayter ne se présente pas à un évènement RevPro (pour aller à la place passer un test à la WWE), le titre est remis en jeu entre Shaw et Zoe Lucas ; Shaw remporte le match à RevPro Live At The Cockpit 51 et devient double championne. Pendant son règne, elle participe au tournoi Queen of the Ring mais perd en demi-finales contre Hyan. Après le tournoi, Shaw recommence à défendre son titre régulièrement, battant des adversaires comme Hyan (deux fois), Mariah May, et Lizzy Evo. Shaw perd le titre au bout de 126 jours de règne contre Alex Windsor à RevPro Live At The NOTpit 55 le 7 novembre, ce qui marque aussi le dernier match de Shaw à RevPro à ce jour.

### Progress Wrestling (2019–présent)
Shaw fait ses débuts à Progress Wrestling pendant l'évènement Chapter 93: Cheer Up Juice, dans un match à quatre avec Jody Threat, Yuu, et Dani Luna, qui remporte le match. Shaw perd aussi son match suivant, lorsque elle et Luna lancent un défi à Jinny pour un match à trois pour le titre Progress World Women's Championship. Shaw remporte son premier combat à Progress le 23 février 2020 contre Chakara avant de ne plus réapparaître à Progress pendant un an.
Shaw revient à Progress le 27 février 2021 à Chapter 105: Bring The Thunder, dans un match pour devenir challenger au titre féminin impliquant Taonga, Millie McKenzie, Lana Austin, Mercedez Blaze, Alexxis Flacon, et Kanji, qui remporte le match. Peu de temps après, à cause des restrictions de voyage dues au COVID-19, la championne du monde Jinny est forcée de rendre le titre vacant. Shaw et Kanji ont alors une série de trois matchs pour déterminer la nouvelle championne, mais Shaw perd 2-1.
Après que Kanji soit forcée de rendre le titre, un match à trois entre Gisele Shaw, Alexxis Falcon et Mercedez Blaze pour le titre vacant est annoncé pour Chapter 117: Making Diamonds le 14 août 2021. Shaw bat Blaze et Falcon pour devenir championne du monde Progress pour la première fois. Par la suite, Shaw défend le titre avec succès contre des adversaires tels que Laura Di Matteo, Rhio, Skye Smitson, Debbie Keitel, et Alexxis Falcon (deux fois).

### Women of Wrestling (2019)
Shaw fait ses débuts à Women of Wrestling le 11 octobre 2019 en tant que catcheuse masquée du nom de Azteca. Plus tard, elle quitte le masque et change son nom pour Reyna Reyes, "la perle des Philippines". Durant son passage à WOW, elle eut des matchs en simple contre Kobra Moon, Jessie Jones, Holidead et The Beast. Elle a aussi fait équipe avec Princess Aussie dans un match contre Holidead et Voodoo Doll.

### Impact Wrestling / Total Nonstop Action Wrestling (2018–2024)
Après quelques apparitions en 2018, Shaw fait ses débuts à Impact! en 2022, sous le nom de "The Quintessential Diva". Elle obtient quelques matchs de championnat contre la championne du monde Jordynne Grace, mais ne gagne aucun titre lors de son passage à Impact. Elle quitte la fédération le 12 septembre 2024.

### Maple Leaf Pro Wrestling (2024–présent)
Le 11 septembre 2024, il est annoncé que Shaw combattra contre Athena, la championne du monde féminine de la ROH avec le plus long règne, dans un match pour le titre pendant la deuxième nuit de l'évènement de la Maple Leaf Pro Wrestling MLP Forged in Excellence le 20 octobre 2024. Shaw ne réussit cependant pas à battre Athena. Pendant le premier soir de MLP Mayhem, Shaw bat Laynie Luck pour une place en demi-finales du tournoi pour le MLP Women's Canadian Championship, puis Serena Deeb la deuxième nuit, la qualifiant pour la finale à Northern Rising. Après sa victoire, Kylie Rae, l'autre finaliste, sort des coulisses pour la féliciter, cependant Shaw attaque Rae, passant heel du même coup. À MLP Northern Rising, Shaw (accompagnée par The Personal Concierge) défait Rae et devient la première MLP Women's Canadian Champion.

## Autre médias
En avril 2023, il est annoncé que Shaw participerait à la neuvième saison de The Amazing Race Canada avec la catcheuse canadienne Gail Kim pour partenaire. Shaw et Kim sont éliminées en premier, dans le premier épisode de la saison.

## Vie personnelle
À l'âge de 12 ans, Mayordo et sa famille déménagent de Toledo sur l'île de Cebu aux Philippines, à Yellowknife, dans les Territoires du Nord-Ouest, au Canada. Elle fait sa transition de genre à 22 ans et fait son coming out à la marche des fiertés de Toronto le 24 juin 2022, à 33 ans,.

## Palmarès et distinctions
- Canadian Wrestling Federation & Destiny World Wrestling
  - Destiny Rebelution World Championship (1 fois)
- Chem Valley Wrestling
  - CVW Women's Championship (1 fois, championne actuelle)
- Crossfire Wrestling
  - CW Women's Championship (1 fois)
- Fierce Females
  - Fierce Females Championship (1 fois, championne actuelle)
  - Fierce Females Title Tournament (2020)
- Ironfist Wrestling
  - Ironfist Women's Championship (1 fois)
- Maple Leaf Pro Wrestling
  - MLP Women‘s Canadian Championship (1 fois, championne inaugurale et actuelle)
- Premier Championship Wrestling
  - Premier Championship Wrestling Tag Team Championship (1 fois) - avec Michael Allen Richard Clark
- Progress Wrestling
  - Progress World Women's Championship (1 fois)[10]
- Pro Wrestling Eclipse
  - PWE Flame Championship (1 fois)
- Pro-Wrestling: EVE
  - Pro-Wrestling: EVE Tag Team Championship (1 fois – avec Emersyn Jayne[20]
- Pro Wrestling Illustrated
  - Classée numéro 19 dans le top 150 des catcheuses du PWI Women's 150 en 2021[21]
- Revolution Pro Wrestling
  - Undisputed British Women's Championship (2 fois)[8]
- Women's Wrestling Hall of Fame
  - Women's Wrestling Hall of Fame (1 fois)
    - Most Inspirational Wrestler of the Year (2024)[22]